# Wiktor Mirosznik
Wiktor Michajłowicz Mirosznik (ros. Виктор Михайлович Мирошник, ur. 7 lipca 1937 we wsi Tilipino w obwodzie czerkaskim, zm. 20 marca 2016) – szef KGB Kazachskiej SRR (1986-1990).
Po ukończeniu 1956 technikum budowlanego w Kirowohradzie odbywał służbę wojskową, później pracował jako inżynier w truście budowlanym. Od 1962 instruktor i kierownik wydziału rejonowego komitetu KPZR, później II sekretarz rejonowego komitetu partyjnego, 1970 zaocznie ukończył Wyższą Szkołę Partyjną przy KC KPZR. Od 1970 w KGB, 1972-1974 zastępca szefa wydziału Zarządu KGB obwodu irkuckiego, 1974-1978 zastępca szefa oddziału miasta Angara Zarządu KGB obwodu irkuckiego, 1978-1982 szef Zarządu KGB obwodu czardżouskiego. Następnie w centrali KGB ZSRR, 1982-1986 starszy inspektor Zarządu Inspektorskiego KGB ZSRR, od 9 stycznia 1986 do 28 lutego 1990 szef KGB Kazachskiej SRR, 1990-1991 I zastępca szefa Zarządu Inspektorskiego KGB ZSRR, generał major. Deputowany do Rady Najwyższej Kazachskiej SRR i 1989-1991 deputowany ludowy ZSRR. Odznaczony ośmioma medalami.